# Fusifilum
Fusifilum là một chi thực vật có hoa trong họ Asparagaceae.